# Hagenuk MT-2000

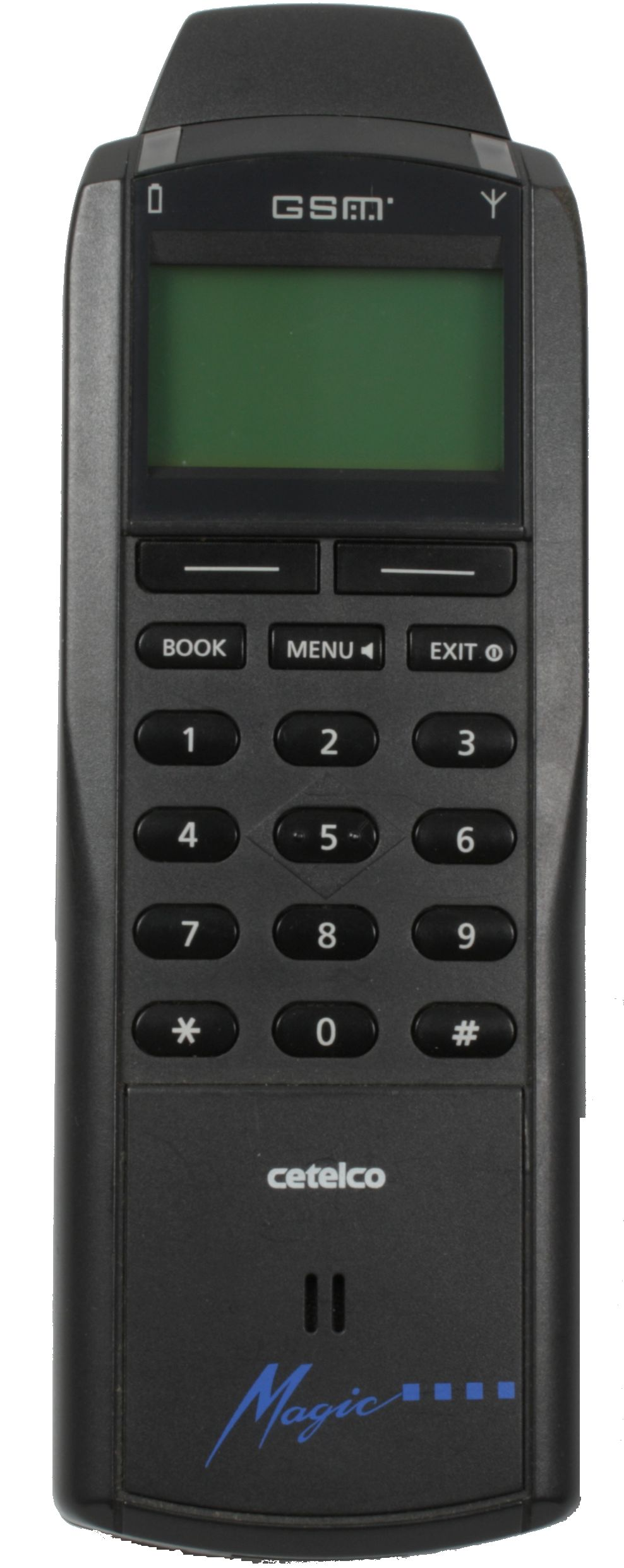
Hagenuk MT-2000 en la variante Cetelco.

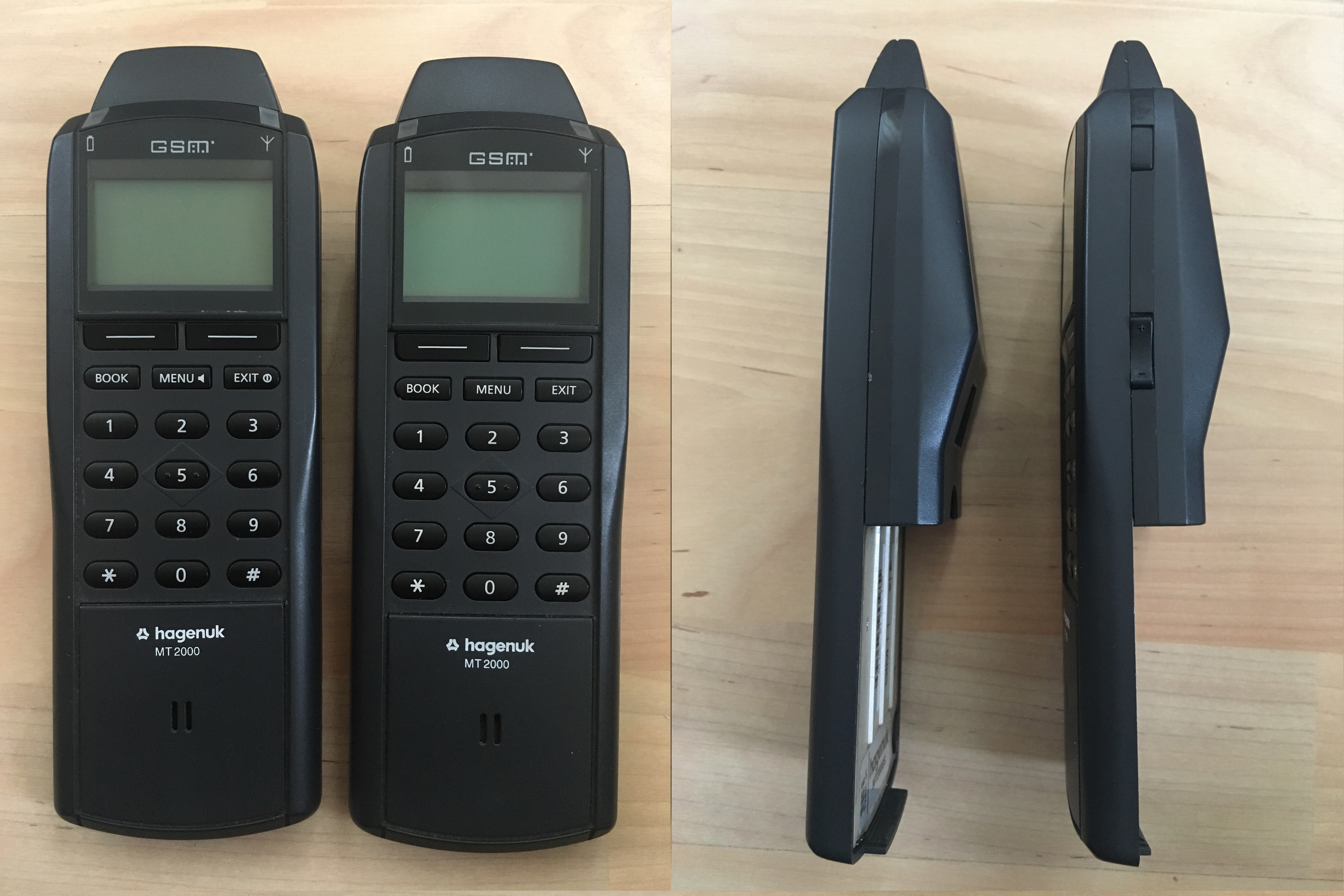
Dos variantes del teléfono.

El Hagenuk MT-2000 fue un dispositivo de telefonía móvil lanzado en 1994. El dispositivo fue diseñado y fabricado por el centro de desarrollo de Hagenuk en Støvring (Dinamarca).
El teléfono fue, junto con su predecesor, el Hagenuk MT-900 de 1992, uno de los primeros teléfonos móviles de la industria en utilizar teclas programables. Finalmente, el MT-2000 fue el primero en tener una antena incorporada, en lugar de las tradicionales antenas extensibles. Hasta hace poco se creía que era el primer teléfono con un videojuego instalado, pero luego resultó que era el tercero: los dos primeros fueron el Siemens S1 (con un Tetris oculto, llamado aquí «Klotz») y el IBM Simon (con el Scramble), ambos construidos en 1993 y lanzados al mercado en 1994. Se produjeron dos variantes del teléfono: con y sin botones físicos para subir y bajar el volumen y encender/apagar.

## Historia de Hagenuk
Hagenuk fue una de las primeras desarrolladores de videojuegos para móviles de la industria y su núcleo de desarrollo era Cetelco en Støvring (Dinamarca). Cetelco ya tenía historia en el desarrollo de teléfono analógicos. Los teléfonos vendidos en sus inicios tenían dos variantes, ambas bajo el nombre de Hagenuk y Cetelco.
Hagenuk se expandió rápidamente en el mercado móvil GSM. Su primer móvil GSM, el MT-900, fue aprobado oficialmente en 4 semanas, tras la aprobación de Nokia con su primer GSM portátil (el 1011), pero Hagenuk superó a Nokia tres años, añadiendo el juego del Tetris.